# Invitado a una decapitación
Invitado a una decapitación (en ruso; Приглашение на казнь) es una novela del autor ruso-estadounidense Vladímir Nabokov. Fue escrita cuando Nabokov estaba exilado en Berlín en los años 1930. Se publicó originalmente en ruso entre 1935 y 1936 como una serie en Sovremennye zapiski, una revista de emigrantes rusos. En 1938 fue publicada en París por la editorial Dom Knigi, y en 1959 se hizo una traducción al inglés realizada por el hijo de Nabokov, Dmitri Nabokov, bajo la supervisión del autor.
La novela fue a menudo descrita como kafkiana, pero Nabokov afirmó que en el momento en que escribió el libro, no estaba familiarizado con el alemán y era "completamente ignorante" de la obra de Franz Kafka. Nabokov interrumpió su trabajo en El regalo para escribir Invitado a una decapitación, describiendo la creación del primer borrador como «una quincena de maravillosa emoción e inspiración sostenida». Algunos estudiosos han argumentado que la trama central de Invitado a una decapitación tiene sus raíces en Chernyshevski, un personaje de El regalo. Otra visión es que la obra funciona como un novela en clave cuyo objetivo es el Sócrates platónico.
Aunque Nabokov declaró en una entrevista que, de todas sus novelas, la que más afecto sentía era por Lolita, era por Invitado a una decapitación la que sentía mayor estima.

## Trama
La novela se desarrolla en una prisión y relata los últimos diecinueve días de Cincinnatus C., ciudadano de un país ficticio y distópico, encarcelado y condenado a muerte por vileza gnóstica. Incapaz de integrarse y formar parte del mundo que lo rodea, se describe a Cincinnatus como poseedor de una "cierta peculiaridad" que lo hace "impermeable a los rayos de los demás, y por lo tanto, cuando está desprevenido, da una impresión extraña, como la de un solitario y oscuro obstáculo en este mundo de almas transparentes entre sí". Aunque intenta ocultar su condición y "fingir translucidez", la gente se siente incómoda con su existencia y siente que hay algo mal con él. De este modo, Cincinnatus no consigue integrarse en su sociedad.
Mientras está confinado, a Cincinnatus no le dicen cuándo ocurrirá su ejecución. Esto le preocupa, ya que quiere expresarse a través de la escritura "desafiando todo el mutismo del mundo", pero se siente incapaz de hacerlo sin saber cuánto tiempo tiene para completar esta tarea. Indiferente al absurdo y la vulgaridad que lo rodean, Cincinnatus se esfuerza por encontrar su verdadero yo en sus escritos, donde crea un mundo ideal. Llevado para ser ejecutado, se niega a creer ni en la muerte ni en sus verdugos, y cuando el hacha cae, la falsa existencia se disuelve a su alrededor mientras se une a los espíritus de sus compañeros visionarios en la "realidad".
Narrada de manera omnisciente, la novela comienza con Cincinnatus C., un maestro de treinta años y protagonista, siendo sentenciado a muerte por decapitación por el crimen de "depravación gnóstica" dentro de veinte días (aunque Cincinnatus no conoce ese lapso). Después de ser llevado de regreso a una "fortaleza" por el alegre carcelero Rodion, Cincinnatus habla con su abogado y baila con Rodion, antes de escribir sus pensamientos en un papel, mientras una araña cuelga del techo. A lo largo de la trama, Cincinnatus pregunta repetidamente a varios personajes sobre la fecha de su ejecución, pero sin éxito. Cincinnatus está disgustado al enterarse por el director de la prisión, Rodrig, que le asignarán un compañero de celda. Pronto conoce a Emmie, la hija pequeña de Rodrig, y luego lee las reglas del prisionero tonto grabadas en la pared, hojea un catálogo de libros y Rodrig lo lleva por el pasillo para observar a su nuevo compañero de celda a través de una mirilla.
Casi una semana después del juicio, Cincinnatus espera con ilusión a su esposa infiel (y amor no correspondido), Marthe, pero ella pospone su visita. Existe cierta confusión en torno a la transformación del director en Rodion, el carcelero, que expulsa a Cincinnatus de la celda para poder limpiarla, permitiendo que Cincinnatus deambula, soñando con la libertad y la huida. Cincinnatus vuelve a ver a Emmie, haciendo rebotar una pelota frente a una imagen de un jardín que confunde con una ventana. A la mañana siguiente, Cincinnatus conoce a su nuevo compañero de prisión, el carismático Monsieur Pierre, a quien el director adula con adoración, pero Cincinnatus muestra su desaprobación.
Al octavo día de su encarcelamiento, Cincinnatus reanuda su diario, confesando con temor sus dolorosas emociones. Anhela un mundo, alejado de la superficialidad, para personas como él, que tengan una comprensión más profunda de su existencia. Por la mañana, Marthe llega con toda su familia, incluido otro amante, pero Cincinnatus no puede cruzar la celda, abarrotada de muebles temporales para los invitados, a tiempo para hablar con su esposa antes de que todos sean expulsados. A continuación, Pierre vuelve a visitarlo y reprende a Cincinnatus, como lo hizo una vez el director, por su falta de gratitud hacia la amabilidad de todos en la prisión. Unos días más tarde, Cecilia C., la madre distanciada de Cincinnatus, entra en la celda contra los deseos de Cincinnatus y le explica las extrañas circunstancias que rodean su nacimiento y especialmente a su padre. Esa noche, Cincinnatus oye ruidos extraños y la pared se derrumba, revelando que Pierre ha estado cavando un túnel entre sus celdas. Pierre lo invita a ver su celda, pero Cincinnatus emerge de otro agujero, donde Emmie lo guía a un comedor en el que Rodrig y su esposa están cenando con Pierre. Cincinnatus también es invitado a comer, y Rodrig le entrega un álbum de fotohoróscopos que narra la vida futura de Emmie.
Más tarde, de vuelta en la celda de Cincinnatus, se revela que Pierre es el verdugo y  la fecha de la ejecución de Cincinnatus: pasado mañana. Los funcionarios de la ciudad pronto se reúnen en la casa del administrador adjunto de la ciudad para reunirse con Pierre y Cincinnatus. Después, Cincinnatus, nuevamente atormentado por el miedo, escribe sobre ello, deseando no sentirlo. Rodion entra en la celda con una polilla como alimento para la araña, pero esta escapa. Luego Marthe lo visita sola y conversan sobre la carta de Cincinnatus. Ella le ruega que se arrepienta de sus "malas acciones", a lo que Cincinnatus la despide por última vez.
Por fin llega el día de la ejecución de Cincinnatus. Mientras Rodrig y Roman limpian y desmantelan la celda, se revela que la araña es un juguete. Aterrorizado, Cincinnatus es llevado en carruaje a la plaza, donde la gente del pueblo ya se ha congregado. Reúne la fuerza suficiente para subir al cadalso por sí solo. En los momentos siguientes, M'sieur Pierre se pone el delantal y le demuestra a Cincinnatus cómo acostarse en el bloque. Cincinnatus comienza a contar hacia atrás desde diez en preparación para la aparente decapitación. De repente, se levanta y baja por el andamio, presumiblemente libre de su cuerpo físico y de su existencia.

## Personajes
Cincinnatus C.
El personaje principal, un profesor de treinta años que espera su sentencia de muerte por haber cometido "depravación gnóstica". Se le describe como un erudito descorazonado.
M'sieur Pierre
El verdugo. Durante los acontecimientos de la novela, se disfraza de compañero de prisión y le impone su amistad a Cincinnatus como una broma elaborada. Se le describe como gordo, bien vestido y de treinta años.
Rodion
El carcelero. Está asombrado por la mentalidad de Cincinnatus y le reprende para que cambie su perspectiva. Se le describe como gordo y jovial.
Rodrig Ivanovich
El director de la prisión. Es una figura engreída que se jacta continuamente de la reputación de su institución y reprende a Cincinnatus por su mala experiencia en la prisión. Se le describe vistiendo un peluquín y una levita.
Emmie
La entrañable hija de doce años del director de la prisión. Ella frecuenta la celda de la prisión de Cincinnatus y promete ridículamente ayudarlo a escapar.
Marthe
La esposa de Cincinnatus. Infiel a su marido, mantiene relaciones sexuales con Rodion y Rodrig, así como con varios otros amantes. Se la describe como poseedora de una belleza juvenil.
Cecilia C.
La madre especulativa de Cincinnatus (fue criado en un orfanato). Ella es partera y se la describe como una persona abiertamente desconsolada por la situación de su hijo, pero al mismo tiempo extrañamente apática.
Roman Vissarionovich
Abogado de Cincinnatus. Visita Cincinnatus con frecuencia, pero sin ningún beneficio para su cliente. Se le describe como alto y de aspecto lúgubre.

## Símbolos y motivos
Nabokov empleó una amplia gama de símbolos y motivos en Invitado a una decapitación, muchos de los cuales todavía son objeto de debate entre los estudiosos literarios de la actualidad. Se ha especulado tanto sobre connotaciones políticas y religiosas. Políticamente, los académicos han establecido paralelismos entre la obra de Nabokov y la de otros autores (George Orwell y Franz Kafka en particular) que han incluido personajes que a menudo lidian con "la voluntad individual y la colectividad totalitaria". Sin embargo, Nabokov aparentemente no pretendía que esta obra fuera una novela política. De hecho, no le gustaba la comparación con Orwell. Aun así, tanto a los académicos como a los lectores les ha resultado difícil pasar por alto las extrañas connotaciones políticas de la difícil situación de Nabokov al escapar del régimen bolchevique quince años antes.
A pesar de su propensión a resaltar sentimientos antirreligiosos en muchas de sus obras, los estudiosos han citado Invitado a una decapitación como el producto legítimo de la preocupación de Nabokov por lo metafísico o "el más allá". Esto se manifiesta en varios aspectos, incluido el epígrafe de la novela, el tratamiento que Nabokov da al gnosticismo a través de su personaje principal, Cincinnatus, y la construcción general del escenario en el que tienen lugar los acontecimientos.
El primer elemento metafísico con el que se encuentran los lectores es el epígrafe. Aquí, Nabokov atribuye el siguiente proverbio francés al ficticio Pierre Delalande: "Comme un fou se croit Dieu, nous nous croyons mortels" (Como un tonto se cree Dios, nosotros nos creemos mortales). Se ha considerado que la cita anticipa directamente el mundo de Cincinnatus y sus ineptos habitantes, a quienes el narrador en tercera persona etiqueta constantemente como "transparentes". Esto contrasta marcadamente con la descripción que hace de Cincinnatus, a quien se considera "opaco" e "inmune a los rayos de los demás".
El epígrafe de Nabokov se vuelve aún más claro a medida que se revelan las circunstancias y el crimen de Cincinnatus. Cincinnatus está siendo condenado por "depravación gnóstica". La construcción de esta ofensa se basa en el conocimiento que Nabokov tenía del gnosticismo, una religión predominante en el momento crucial de los períodos helenístico tardío y cristiano temprano. En el corazón de esta doctrina religiosa está la noción de gnosis, o conocimiento que trae la salvación. Muchos eruditos creen que Cincinnatus modela estas ideologías, especialmente en relación con la polaridad gnóstica de espíritu y carne (pneuma v. hyle), donde se piensa que la verdadera existencia de Cincinnatus (como espíritu) está encerrada dentro de su cuerpo físico (la carne). Así, se suele pensar que la liberación de este hombre interior se logra a través de la muerte, que actúa como un pasaje entre la carne y el espíritu y explica la confusión de acontecimientos en la conclusión de la novela. Cincinnatus logra precisamente esta transformación: "Se puso de pie y... se quitó la cabeza como si fuera un peluquín, se quitó las clavículas como si fueran tirantes, se quitó la caja torácica como si fuera una cota de malla... lo que quedaba de él se disolvió gradualmente, coloreando apenas el aire", Y de nuevo: «A través de las caderas aún oscilantes del verdugo se veía la barandilla. En los escalones, el pálido bibliotecario estaba sentado, doblado en dos, vomitando... Cincinnatus descendió lentamente de la plataforma y se alejó caminando entre los escombros móviles».
Otros símbolos religiosos incluyen:
- La luna, que cuelga fuera de la ventana de la celda de Cincinnatus, y es una metáfora gnóstica común para "uno de los siete Arcontes [demonios] que vigilan las puertas de las esferas planetarias",[17] : 191–192
- El enigmático padre de Cincinnatus, que modela la creencia gnóstica en el "Dios incognoscible... el Padre desconocido",[13]
- La madre de Cincinnatus, Cecilia C., quien representa la noción gnóstica de un mensajero o mediador, al revelar los eventos que rodearon el nacimiento de su hijo.[13]

## Publicación y recepción
En cuanto a recepción crítica, Invitado a una decapitación sólo es superada por Lolita y ha recibido reseñas positivas desde su publicación inicial en Berlín en 1934. También ha sido considerada «una de las obras más logradas de la literatura juvenil emigrante». Muchos eruditos creyeron que Cincinnatus C. era una interpretación del personaje principal de Franz Kafka, Joseph K. en su novela El proceso, aunque Nabokov lo negó. Los estudiosos también han señalado el estilo embellecido de la novela, que se encuentra a caballo entre lo "ilusorio y lo 'real'", estableciendo paralelismos con Alicia en el país de las maravillas de Lewis Carroll; Nabokov había sido el traductor ruso de esa novela en 1923. Además, la escena de la ejecución de Nabokov ha sido comparada con el capítulo Kiernan del Ulises.

## Adaptación cinematográfica
En septiembre de 2021, Uri Singer adquirió los derechos para adaptar la novela. 